# Římskokatolická farnost Vejprty
Římskokatolická farnost Vejprty (něm. Weipert) je církevní správní jednotka sdružující římské katolíky na území města Vejprty a v jeho okolí. Organizačně spadá do krušnohorského vikariátu, který je jedním z 10 vikariátů litoměřické diecéze. Centrem farnosti je kostel Všech svatých ve Vejprtech.

## Historie farnosti
Farnost Vejprty byla založena v roce 1553. V roce 1924 byla povýšena na děkanství. Do roku 1993 patřila historicky do pražské arcidiecéze, poté byla přičleněna do plzeňské diecéze, která ji zaregistrovala jako farnost bez historického titulu děkanství. Zde přináležela do konce roku 2012 ke karlovarskému vikariátu.
Plzeňská diecéze do vejprtské farnosti v rámci slučování afilovala několik obtížně fungujících farností. Do vejprtské farnosti byly sloučeny 14. dubna 2003 farnosti:
1. Kryštofovy Hamry – lokálie od roku 1786, farnost od roku 1854, historicky patřila v letech 1784–1993 do litoměřické diecéze[2]
2. Přísečnice – farnost od 14. století, děkanství 1930, historicky patřila v letech 1784–1993 do litoměřické diecéze[3]
3. Rusová – od roku 1782 lokálie, od roku 1892, historicky patřila v letech 1784–1993 do litoměřické diecéze farnost[4]
4. Kovářská – od roku 1755 lokálie, od roku 1791 farnost, historicky patřila do pražské arcidiecéze do roku 1993[5]
5. Loučná – založena roku 1761, historicky patřila do pražské arcidiecéze do roku 1993[5]
6. Měděnec – založena v roce 1581, po Bílé hoře filiální k Přísečnici, obnovena neznámo kdy, historicky patřila do pražské arcidiecéze do roku 1993.[6]
7. Nové Zvolání – expozitura od roku 1931, historicky patřila do pražské arcidiecéze do roku 1993.[7] V roce 1933 byl expozitem Corandus Lang (n. 6. 8. 1897 Paslas, o. 5. 7. 1925, kaplan /cooperator/ v Perninku). V roce 1934 byl expozitem Georgius Walter (n. 1. 9. 1906 Turschau, o. 6. 7. 1930).[8] V roce 1948 Konrád Obst bydlel v Novém Zvolání (n. 15. 12. 1903 Ostrovo, Polsko, o. 6. 8. 1933).[9]
8. Míla

Po vydání motu proprio Summorum pontificum papeže Benedikta XVI. v roce 2007 začaly být po dohodě s farníky ve farnosti slaveny všechny bohoslužby podle Misálu z roku 1962, tedy v tzv. tridentském ritu. K litoměřické diecézi byla vejprtská farnost přiřazena od 1. ledna 2013 na základě dekretu Kongregace pro biskupy.

## Duchovní správcové vedoucí farnost
- 1933–1957 Carolus Putzer, děkan, n. 15. 2. 1974 Neudorf, o. 18. 7. 1897 – děkanem ve Vejprtech až do své smrti v roce 1957, arcibiskupský první vikariátní sekretář, čestný konzistorní rada, arcibiskupský notář,[10] v katalogu 1948 veden již jako kanovník ve Staré Boleslavi.[9]
  - 1933 Alfons Lang, kaplan, n. Neustadl 28. 3. 1908, o. 29. 6. 1932
  - 1933 Josef Treppesch, katecheta, n. Scheiben-Radisch 26. 7. 1882, o. 29. 6. 1908[10]
  - 1934 Josef Binder, kaplan ve Vejprtech, n. Schönbrunn 3. 3. 1908, o. 29. 6. 1933[11]
  - 1948 František Šmejkal, kaplan ve Vejprtech a administrátor v okolních farnostech, n. 27. 11. 1918 Újezdec, o. 29. 6. 1941[9]
- 1955–1993 Miroslav Cón, ve Vejprtech od r. 1955 jako kaplan, od r. 1957 děkan, n. 15. 3. 1919 Vídeň, o. 29. 6. 1949 Praha, † 6. 7. 1993[12] – významně podporoval renovační práce od r. 1991 až do své smrti[13]
  - 1975 Jiří Pokorný OFM, kaplan, n. 24. 4. 1927 Praha, o. 1950 Litoměřice[12]
  - 1975 Josef Vojtěch Kováčik, duchovní u řeholních sester ve Vejprtech,[12] v katalogu 1980 uváděn jako kaplan ve Vejprtech, o. 27. 12. 1959[14]
  - 1975 Václav Podolák, kaplan ve Vejprtech, později farář u sv. Štěpána v Praze, n. 13.4. 1922 Praha, o. 29. 6. 1949 Praha
- 1993–1995 František Krásenský SJ, farář v Jáchymově, který excurrendo spravoval celý okruh Vejprt po smrti P. Cóna v roce 1993 až do nástupu P. Vodičky v roce 1995. Narozen 15. 8. 1925 Bystřice pod Perštejnem, o. 15.8. 1951, † 21. 3 2005 Jáchymov
- 1995–2001 Pavel Vodička, administrátor, n. 21. 8. 1970 Jeseník, o. 12. 6. 1999 Plzeň
- 1. 5. 2001 Šimon Polívka, administrátor, od 1. září 2015 farář[15]

### Kněží rodáci
- Mons. Rudolf Salzer, n. 1911 Nové Zvolání, † 8. 7. 2016 Wallersdorf[13]

## Římskokatolické sakrální stavby na území farnosti
| | Fotografie | Stavba                                  | Místo            | Bohoslužby                            | Zeměpisné souřadnice            | Status          | Číslo kulturní památky          |
| Kostely | Kostely    | Kostely                                 | Kostely          | Kostely                               | Kostely                         | Kostely         | Kostely                         |
| --- | ---------- | --------------------------------------- | ---------------- | ------------------------------------- | ------------------------------- | --------------- | ------------------------------- |
| 1. |            | Kostel Všech svatých                    | Vejprty          | bližší informace o bohoslužbách       | 50°29′41″ s. š., 13°1′48″ v. d. | farní kostel    | 28986/5-809 (Pk•MIS•Sez•Obr•WD) |
| 2. |            | Kostel sv. Martina                      | Vejprty          | bohoslužby příležitostně dle ohlášení | 50°29′54″ s. š., 13°2′12″ v. d. | filiální kostel | 40524/5-811 (Pk•MIS•Sez•Obr•WD) |
| 3. |            | Kostel Nejsvětější Trojice              | Vejprty          | bližší informace o bohoslužbách       | 50°29′19″ s. š., 13°1′34″ v. d. | filiální kostel | —                               |
| 4. |            | Kostel sv. Marka                        | Kovářská         | bližší informace o bohoslužbách       | 50°27′10″ s. š., 13°3′35″ v. d. | filiální kostel | —                               |
| 5. |            | Kostel Nejsvětějšího Srdce Ježíšova     | Nové Zvolání     | bližší informace o bohoslužbách       | 50°27′56″ s. š., 13°1′29″ v. d. | filiální kostel | —                               |
| 6. |            | Kostel svatého Michaela archanděla      | Kovářská         | bližší informace o bohoslužbách       | 50°26′24″ s. š., 13°3′17″ v. d. | filiální kostel | —                               |
| 7. |            | Kostel svatého Antonína Paduánského     | Černý Potok      | bližší informace o bohoslužbách       | 50°29′22″ s. š., 13°4′46″ v. d. | filiální kostel | —                               |
| 8. |            | Kostel Narození Panny Marie             | Měděnec          | bližší informace o bohoslužbách       | 50°25′19″ s. š., 13°6′54″ v. d. | filiální kostel | 14934/5-640 (Pk•MIS•Sez•Obr•WD) |
| 9. |            | Kostel sv. Terezie                      | Horní Halže      | bližší informace o bohoslužbách       | 50°25′ s. š., 13°5′6″ v. d.     | filiální kostel | —                               |
| 10. |            | Kostel sv. Kryštofa                     | Kryštofovy Hamry | bližší informace o bohoslužbách       | 50°30′13″ s. š., 13°8′9″ v. d.  | filiální kostel | —                               |
| 11. |            | Kostel sv. Alžběty Uherské              | České Hamry      | bližší informace o bohoslužbách       | 50°26′22″ s. š., 13°0′59″ v. d. | filiální kostel | —                               |
| Kaple |            |                                         |                  |                                       |                                 |                 |                                 |
| 12. |            | Kaple Neposkvrněného početí Panny Marie | Měděnec - Mědník | bližší informace o bohoslužbách       | 50°25′28″ s. š., 13°6′42″ v. d. | kaple           | 24959/5-639 (Pk•MIS•Sez•Obr•WD) |
| Zaniklé sakrální stavby |            |                                         |                  |                                       |                                 |                 |                                 |
| 13. |            | Kostel Nanebevzetí Panny Marie          | Přísečnice       | nelze sloužit                         | 50°27′47″ s. š., 13°7′55″ v. d. | zbořený kostel  | —                               |
| 14. |            | Kostel sv. Mikuláše                     | Přísečnice       | nelze sloužit                         | 50°27′34″ s. š., 13°8′13″ v. d. | zbořený kostel  | —                               |
| 15. |            | Kostel sv. Martina                      | Rusová           | nelze sloužit                         | 50°27′15″ s. š., 13°9′25″ v. d. | zbořený kostel  | —                               |
| 16. |            | Kaple sv. Františka Serafinského        | Dolina           | nelze sloužit                         | 50°26′47″ s. š., 13°7′58″ v. d. | zbořená kaple   | —                               |
| 17. |            | Kostel Obrácení sv. Pavla               | Loučná           | nelze sloužit                         | 50°25′7″ s. š., 12°58′55″ v. d. | zbořený kostel  | —                               |
| Některé drobné sakrální stavby a pamětihodnosti lze dohledat zde v databázi Drobné sakrální památky Zaniklé sakrální stavby lze dohledat zde v databázi Poškozené a zničené kostely, kaple a synagogy v České republice |            |                                         |                  |                                       |                                 |                 |                                 |

Ve farnosti se nacházejí také další sakrální stavby a pamětihodnosti.